# Fitzgerald (rivier)
De Fitzgerald is een efemere rivier in de regio Great Southern in West-Australië.

## Geschiedenis
De Koreng Nyungah Aborigines waren de oorspronkelijke bewoners van de streek waar de Fitzgerald doorstroomt.
Landmeter-generaal John Septimus Roe onderzocht de rivier in 1848 tijdens een van zijn expedities vanuit de kolonie aan de rivier de Swan. Hij vernoemde de rivier naar Charles Fitzgerald, de gouverneur van West-Australië van 1848 tot 1855.

## Geografie
De Fitzgerald ontspringt, op een hoogte van ongeveer 300 meter boven de zeespiegel, nabij Lake Magenta, een zoutmeer. Het is een van nature zoute, efemere rivier. De rivier stroomt vervolgens 70 kilometer door landbouwgebied in zuidoostelijke richting. Men schat dat 40% van het stroomgebied van de Fitzgerald ontbost is. De rivier stroomt alvorens in de Fitzgerald-inham uit te monden door het nationaal park Fitzgerald River. Eens in het park stroomt de rivier door inheemse loofbossen en kloven die ze in het plateau heeft uitgesleten. De Fitzgerald-inham, een ondiep estuarium staat in Australië geregistreerd als een belangrijk drasland (En: DIWA-wetland - Directory of Important Wetlands in Australia) en wordt beschermd door het nationaal park.
De rivier wordt gevoed door onder meer volgende waterlopen:
- Jacup Creek (265m)
- Tooartup Creek (45m)
- Twertup Creek (38m)
- Sussetta River (37m)
- Martin Creek (18m)

De Fitgerald-inham wordt van de Indische Oceaan gescheiden door een kilometer lange zandbank die bijna jaarlijks in een periode met hoge neerslag wegspoelt en de inham en rivier in verbinding met de oceaan stelt.

## Fauna en flora

### Fauna
Rond 1990 werden 29 watervogelsoorten geregistreerd in de inhammen van het DIWA-drasland waaronder 4 soorten slangenhalsvogels en aalscholvers, 10 eendensoorten en 8 soorten waadvogels. Nog eens 5 soorten werden in waterpoelen langs de rivieren waargenomen waaronder het Pacifisch porseleinhoen. In de Fitzgerald-inham werden grote aantallen Australische bergeenden aangetroffen. Er werden ook 3 migrerende waadvogels geregistreerd waaronder de roodkeelstrandloper. De meest voorkomende watervogels in het DIWA-drasland zijn respectievelijk de kastanjetaling, de Australische bergeend en de Indische taling.
Het visbestand is arm door het hoge zoutgehalte van het water en doordat dat de toegang tot de oceaan meestal is afgesloten. In 1990-91 werden 8 vissoorten in de DIWA-draslanden waargenomen waaronder de gevlekte snoekforel, Atherinosoma elongata, Acanthopagrus butcherien de Meuschenia freycineti. In de inhammen leven zeven soorten tweekleppigen, een slakkensoort en de garnalensoort Palaemonetes australis. Er werden 5 kikkersoorten langs de Fitzgerald aangetroffen: Heleioporus albopunctatus, Heleioporus eyrei, Pseudophryne guentheri, Ranidella pseudinsignifera en de banjokikker.

### Flora
Rond 1990-95 zijn in het DIWA-drasland 13 plantensoorten geïdentificeerd waaronder struikgewassen als de Atriplex cinerea, Halosarcia indica subsp. bidens, Sarcocornia quinqueflora en de Suaeda australis, en grasachtigen als de Sporobolus virginicus, Gahnia en de Juncus. Weg van de oevers in het drasland is de Melaleuca cuticularis dominant. In het water vindt men Ruppia megacarpa.
Hogerop wordt de Fitzgerald omzoomt door bos met een lage boomdensiteit (En: low open woodland) gedomineerd door Eucalyptus occidentalis. Hier en daar groeit er Acacia microbotrya en Acacia ixiophylla.
- Virtual International Authority File: 315528243